# 国际翻译工作者联合会
国际翻译工作者联合会（英語：International Federation of Translators，简称F.I.T）是一个由笔译员、口译员和术语专家组成的国际组织。它共有100多个专业协会，代表55个国家的80000多名笔译员。联合会的目标是促进其所代表学科的专业精神。它不断努力改善所有国家的专业翻译的工作条件，并维护译者的权利和言论自由。
国际翻译协会与联合国教科文组织保持业务关系，推广国际翻译日的影响力。

## 宗旨
- 将现有的翻译、口译和术语专家协会联系起来;
- 鼓励和促进协会尚不存在的国家成立这种协会;
- 向成员协会提供有关工作条件、技术工具、初步和持续培训对专业有用的信息;
- 在所有成员协会之间发展和维持有利于翻译的良好关系;
- 维护世界各地翻译的道德和文本的实惠权利; 。
- 促进翻译、口译和术语专业的认可，提高译者在社会中的地位，并促进翻译成为一门科学和艺术。

## 管理机构
F.I.T 的最高机构是法定的国会，每三年举行一次。 它汇集了各成员协会的代表团，并选举理事会，由理事会选举其执行委员会，指导合适组织直至下一届世界大会。 各理事机构得到不同委员会的支持，这些委员会每年向理事会报告其活动情况，并向大会提出报告。 法定代表大会之后举行了一次公开会议，这是翻译部门所有专业人员交流的国际平台。

### 委员会
联合会通过其各委员会，从培训、工作条件、专业的各个方面以及笔译员、口译员和术语专家的类别等问题，满足其成员的各种期望及承诺。

### 秘书处
F.I.T 自1999年以来一直有一个兼职秘书处(每周20小时)。 秘书处是组织成员管理和活动的支柱。 秘书处与欧共体和理事会以及有关工作队密切合作。
F.I.T 秘书处自2010年10月以来一直设在瑞士，在加拿大工作了11年，由 FIT 的执行主任 Jeannette rsted 管理。

## 刊物及公共关系
F.I.T 是一个世界性组织，由来自60多个国家的国家翻译组织组成。 它代表着全世界超过10万名译者。 《 BABEL 》杂志和《翻译公报》是联合会的季刊，并广为散发。《 BABEL 》 是一个学术出版物，介绍来自世界各地的文章。 《翻译公报》向会员介绍其活动及其委员会和成员协会的活动信息 。 每届大会的会议记录的出版，为对翻译专业的许多方面感兴趣的人提供宝贵信息的进一步来源。 此外，协会还在自己的世界大会、组织讨论会、讨论会和圆桌讨论会，讨论职业的各个方面。